# Ferdinand le Catholique
Pour les articles homonymes, voir Ferdinand II et Ferdinand d'Aragon.
 (septembre 2013).
Ferdinand II d'Aragon, dit Ferdinand le Catholique (en castillan Fernando el Católico, en catalan Ferran el Catòlic), né le 10 mai 1452 à Sos (Aragon) et mort le 23 janvier 1516 à Madrigalejo (Estrémadure), fils du roi d'Aragon Jean II, est par héritage roi d'Aragon, de Valence, de Majorque, de Sardaigne et de Sicile, ainsi que comte de Barcelone, de 1479 à 1516, comte de Roussillon et comte de Cerdagne de 1493 à 1516 ; par conquête roi de Naples de 1503 à 1516 ; par son mariage avec Isabelle Ire de Castille roi de Castille et de León de 1474 à 1504 sous le nom de Ferdinand V.
Il forme avec Isabelle de Castille le couple des Rois catholiques d'Espagne, titre qui leur est attribué en 1496 par le pape valencien Alexandre VI Borgia.
Leurs règnes sont marqués par deux événements majeurs de l'histoire de l'Europe : la conquête du royaume de Grenade achevée en janvier 1492, qui marque la fin de la Reconquista, commencée au Xe siècle ; l'arrivée des Espagnols dans le Nouveau Monde, à la suite du voyage de Christophe Colomb jusqu'aux Caraïbes en octobre 1492.

## Origines familiales et formation (1452-1469)
Ferdinand est le fils du roi Jean II d'Aragon (1398-1479) et de sa deuxième épouse Jeanne Enríquez (1425-1468).
Il a un demi-frère beaucoup plus âgé, Charles d'Aragon (1421-1461), fils de Jean II et de la reine de Navarre Blanche Ire (1387-1441), prince de Viane et héritier du royaume de Navarre, qui s'est rebellé contre Jean II. Ferdinand devient héritier présomptif des possessions de la couronne d'Aragon à la mort de Charles.
Il atteint l'âge de la majorité en 1466.
En 1468, son père Jean II, affaibli par l’âge et la perte de la vue, le fit reconnaître par le parlement de Cervera , vice-roi d’Aragon, de Valence, de Majorque, de Catalogne, de Sardaigne et de Corse et roi de Sicile.
En 1469, Ferdinand, âgé de dix-sept ans, a une maîtresse en titre qui lui a donné un enfant.

## Le mariage avec Isabelle de Castille (1469)
Le 14 octobre 1469, Ferdinand épouse à Valladolid l'infante Isabelle (1451-1504), demi-sœur du roi de Castille Henri IV. Mais ce mariage a lieu très discrètement, étant conclu contre la volonté d'Henri. Il doit être replacé dans le cadre du conflit entre le roi de Castille et une partie de sa noblesse, qui peut prendre l'aspect d'une guerre.

### Les problèmes dynastiques du roi de Castille
- la fille de Henri IV, Jeanne, considérée par les ennemis du roi comme issue d'un adultère de la reine ; mais Henri IV soutient ses droits
- opposition d'une fraction de la noblesse castillane, qui soutient les droits du demi-frère de Henri IV, Alphonse (1453-1468), frère d'Isabelle
- deuxième bataille d'Olmedo (20 août 1467), remportée par le roi (la première en 1445 date du règne de Jean II)
- mort d'Alphonse en 1468 : cela rapproche Isabelle du trône, mais son mariage entraîne un revirement des rebelles.

### L'opposition du roi de Castille à Ferdinand
Henri IV est depuis le début de son règne (1454) partisan d'un mariage d'Isabelle avec le demi-frère de Ferdinand, Charles d'Aragon (1421-1461).
Ce dernier étant mort prématurément, Ferdinand devient héritier présomptif de la couronne d'Aragon, ainsi que de la couronne de Sicile. Mais cela n'en fait pas le parti le plus intéressant aux yeux d'Henri IV : l'Aragon est un royaume plus petit et moins peuplé que la Castille ; le Roussillon a été livré en gage à Louis XI ; les sujets catalans du royaume sont entrés en révolte contre Jean II.
D'autres prétendants aspirent à la main d'Isabelle : le duc de Berry, frère de Louis XI que celui-ci souhaite éloigner ; le frère du roi d'Angleterre Édouard IV ; le roi de Portugal Alphonse V, candidat encore plus sérieux. Une alliance de la Castille avec le Portugal, qui a commencé son expansion coloniale le long des côtes d'Afrique, paraît très intéressante.

### Le choix de Ferdinand par Isabelle
Pourquoi Isabelle choisit-elle Ferdinand ? Malgré la mort de son frère cadet en 1468, elle n'est pas héritière présomptive de Castille car Henri IV a une fille, Jeanne.
Mais celle-ci est discréditée aux yeux d'Isabelle et de beaucoup de membres de la noblesse, car sa naissance est supposée illégitime. En revanche, elle est soutenue par la couronne portugaise, étant la fille de Jeanne de Portugal.
Isabelle est donc amenée à penser que les Aragonais sont les seuls à pouvoir soutenir ses droits de princesse légitime face à sa nièce qui ne l'est peut-être pas.[réf. nécessaire]
Les promis[pas clair], qui sont cousins au troisième degré, étant tous deux arrière-petits-enfants de Jean Ier de Castille, n'obtiennent pas la dispense nécessaire de Paul II, pape depuis 1464, qui est favorable à Henri IV et ne répond pas aux demandes des ambassadeurs aragonais.
Ils sont obligés de recourir à une fausse bulle attribuée au prédécesseur de Paul II, Pie II, fabriquée dès 1464 par le père de Ferdinand. Pie II aurait autorisé le jeune homme à épouser la jeune fille de son choix, laissant en blanc le nom de la fiancée.

### Le mariage
En dehors de la famille de Ferdinand, de l'archevêque de Tolède, Alfonso Carrillo de Acuña, et de l'amiral Enriquez[Qui ?], un petit nombre de Grands[Qui ?] et de nobles de moins haut rang sont présents aux cérémonies. Les fêtes sont joyeuses mais sans faste : il a fallu emprunter pour couvrir les frais[réf. nécessaire].
Ce mariage politique s'avérera heureux, malgré les infidélités de Ferdinand, tolérées par Isabelle. Contrairement aux couples princiers de cette époque, Isabelle et Ferdinand passeront beaucoup de temps ensemble et gouverneront ensemble.

### Conséquences (1469-1474)
Sur le plan politique, ce mariage est jugé défavorablement : désapprouvé par le roi de Castille, il suscite l'inquiétude des Grands des deux royaumes, attachés à leur indépendance et à leur privilèges.
En ce qui concerne les Grands de Castille, alors que jusque là, ils se sont opposés à Henri IV au nom du frère cadet d'Isabelle, Alphonse (né en 1453), mais qui est mort en 1468. Privés de leur candidat, ils ne veulent pas soutenir les droits d'Isabelle dès lors qu'elle est mariée à un infant d'Aragon et se rallient à Henri IV et à sa fille Jeanne, qu'ils reconnaissent comme héritière présomptive.
En ce qui concerne le roi, à cette époque, se marier sans l'accord de son seigneur équivaut à une trahison. C'est ce qu'exprime Henri IV dans une lettre adressé à Isabelle en juin 1470 : elle s'est mise en état de rébellion et sera traitée comme telle.
Pendant quatre ans, le couple erre de place forte en place forte. Il manque d'argent et de soutien, hormis celui de l'archevêque de Tolède. Mais la mort du pape Paul II (26 juin 1471) et l'avènement de Sixte IV, qui est influencé par le vice-chancelier d'origine aragonaise Rodrigo Borgia, futur pape Alexandre VI, marquent un tournant : le couple est absous d'un acte qui aurait pu entraîner leur excommunication.
Avant de mourir, Henri IV confirme sa fille Jeanne comme héritière (il aurait même rédigé un testament en ce sens, que Ferdinand aurait brûlé[pas clair]).

## La période des avènements (1474-1479)

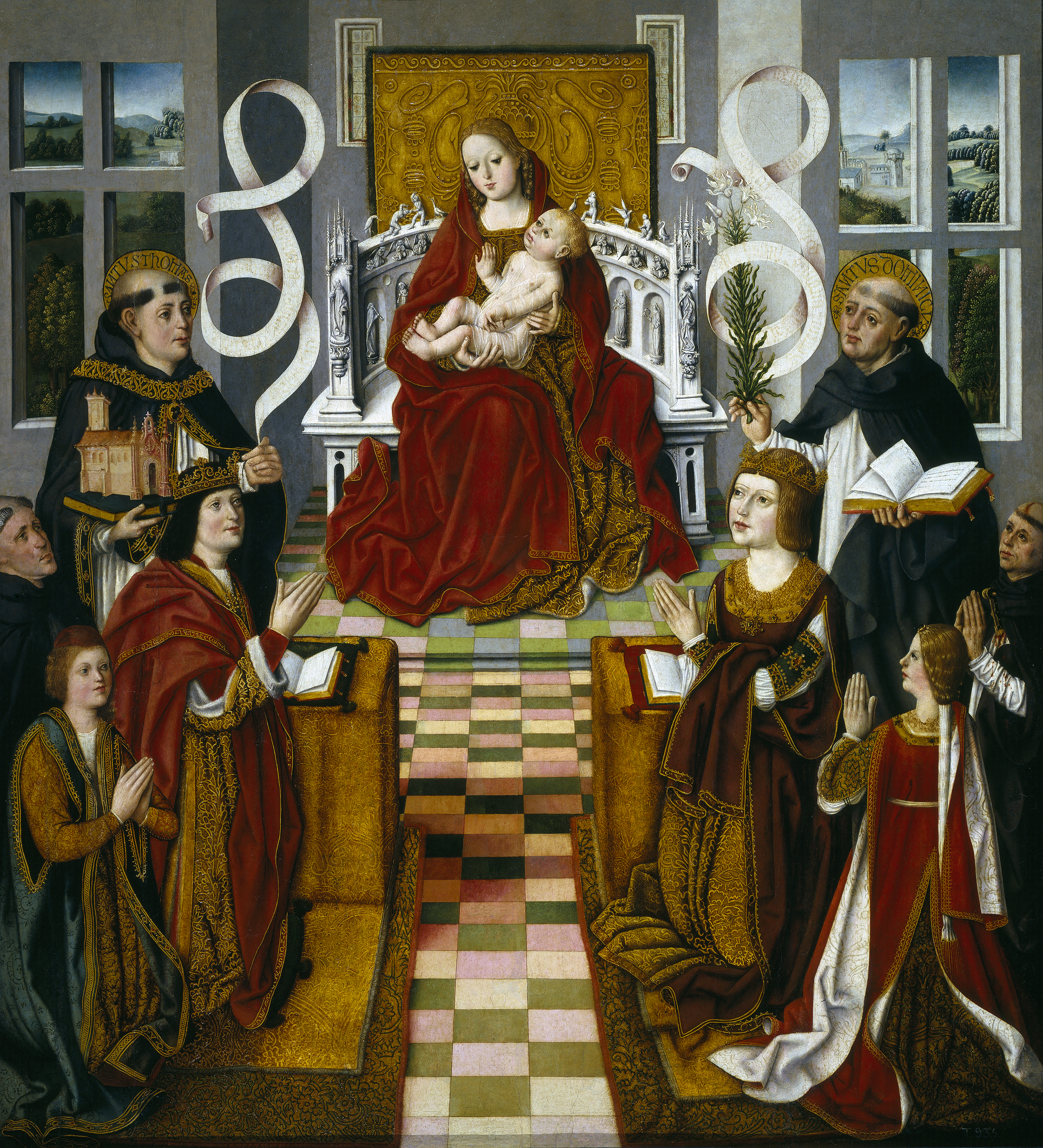
Les rois catholiques.

### L'avènement d'Isabelle (1474)
En 1474, Isabelle monte sur le trône de Castille. Elle se proclame reine de Castille juste après les obsèques de son demi-frère (le 13 décembre), alors que Ferdinand est à Saragosse. Elle n'a pas jugé bon de le rappeler. Elle ne lui envoie d'ailleurs un message que trois jours plus tard. Cette force de caractère et cet esprit d'indépendance ulcèrent le jeune homme. Comme tous les hommes de son époque, il ne considère pas qu'une femme puisse régner. Étant lui-même issu de la branche des Trastamare, il réclame donc pour son compte le trône de Castille. Il n'a donc pas du tout l'intention de respecter les conventions jurées lors de son mariage. Il quitte Saragosse et entre à Ségovie le 2 janvier 1475. Isabelle reste intraitable, ce qui provoque la colère de Ferdinand qui menace de partir. Elle explique que l'exclusion des femmes entraînera forcément celle de leur petite fille, Isabelle, née en 1471. Sous l'arbitrage du cardinal de Mendoza et de l'archevêque de Tolède qui soutiennent la jeune femme, Ferdinand se laisse donc fléchir.
Un compromis est trouvé : Ferdinand est désigné roi de Castille, mais c'est Isabelle qui exerce la réalité du pouvoir sur ses terres. Bien que Ferdinand réside en Castille, il ne peut procéder à aucune nomination civile ou militaire, ne donner aucun bénéfice ecclésiastique sans l'accord de sa femme. Il s'engage en outre à respecter les coutumes de la Castille.

### La guerre de Succession de Castille (1476-1479)
Les partisans de Jeanne, notamment le Portugal et la France, interviennent en sa faveur.
Ferdinand mène avec son épouse une guerre visant à déposséder la nièce de cette dernière, Jeanne la Beltraneja (1462-1530), fille du défunt roi Henri IV de Castille, mais dont la légitimité est contestée. Les contemporains pensent en effet que le roi était impuissant et que Jeanne est la fille illégitime de son favori, Beltrán de la Cueva (d'où son nom). Celle-ci a le soutien de son oncle, Alphonse V de Portugal, qui a décidé de l'épouser.
Le génie politique de Ferdinand et d'Isabelle fut capable de transformer, la bataille indécise de Toro (1476) en victoire politique, garantissant le trône de Castille à Isabelle au détriment de Jeanne qui est enfermée dans un couvent.

### L'avènement de Ferdinand (1479)
Cinq ans plus tard, à la mort de Jean II, Ferdinand accède au trône de la couronne d'Aragon. Les deux monarques règnent ensemble, même si les deux couronnes restent séparées. La concorde de Ségovie précise les droits respectifs des époux.
En 1479, il hérite donc des États de son père, et réunit ainsi sous son autorité presque toute l'Espagne.

## Le règne des Rois catholiques

### La conquête du royaume de Grenade (1482-1492)
L'idéal de croisade est très fort dans la péninsule ibérique depuis le VIIIe siècle.
En 1482, débute une guerre entre la Castille et l'Aragon d'une part, contre le royaume de Grenade, dernier pays musulman dans la péninsule Ibérique. Cette guerre assez difficile se conclut le 2 janvier 1492 par la prise de Grenade, dernier acte de la Reconquista.
Le pape Alexandre VI leur décerne le titre de « Rois Catholiques ».

### Politique religieuse
Ferdinand et Isabelle mènent une politique religieuse coercitive en réorganisant en 1481 le Tribunal du Saint-Office de l'Inquisition.
Ils décident l'expulsion, en 1492, des Juifs non convertis vers l'Empire ottoman.
Cette politique religieuse agressive est motivée par une piété sincère mais permet aux Rois Catholiques d'asseoir leur pouvoir (l'Inquisition relève de leur autorité et non de celle du pape) et remplit les caisses de l'État. En effet, l'Inquisition spolie les biens de ceux qu'elle condamne.

### La découverte du nouveau monde

#### Les négociations avec Christophe Colomb (1486-1492)
Durant cette période, Ferdinand est très occupé par la guerre de Grenade, et les relations avec Christophe Colomb sont dévolues en priorité à Isabelle.
Ferdinand assiste cependant à la première audience royale du navigateur en janvier 1486.
Il joue aussi un rôle notable au moment de la préparation des capitulations de Santa Fe, signées en avril 1492, quatre mois et demi après la prise de Grenade.

#### Les voyages de Colomb et la colonisation d'Hispaniola (1492-1510)
Après le premier voyage de Colomb (août 1492-janvier 1493), qui atteint quelques-unes des îles des Caraïbes, notamment Hispaniola (Saint-Domingue), cette île devient le pôle de la colonisation espagnole, avec les problèmes qu'elle génère, notamment celui des relations avec les habitants, des Arawaks.
Se pose notamment la question de leur asservissement. Au retour du deuxième voyage (1498), Colomb ramène 300 indigènes destinés à être vendus comme esclaves. Mais Isabelle refuse : pour elle, les indigènes des « Indes » sont des hommes libres. Les captifs de Colomb sont libérés et rapatriés dans leurs îles.
Colomb, tout en poursuivant ses explorations au cours des deuxième et troisième voyage, est aussi gouverneur d'Hispaniola. Mais la situation de l'île n'est pas bonne, Colomb n'est pas un bon administrateur colonial. En 1500, il est même arrêté et renvoyé en Castille, perdant nombre des droits obtenus en 1492.
Son fils Diego est cependant nommé gouverneur d'Hispaniola en 1506 (donc par Ferdinand, puisque Isabelle est morte en 1504), après la mort de son père. Cela ne l'empêche pas de s'engager en 1508 dans une procédure contre la Couronne pour recouvrer les droits de la famille (pleitos colombinos, 1508-1563).

#### La conquête de Cuba (1511) et les préparatifs de l'expansion en Amérique
À la fin du règne de Ferdinand commence l'expansion espagnole hors d'Hispaniola, sous la supervision de Diego Colomb : pour commencer, c'est, en 1511, la conquête de Cuba par Diego Velázquez de Cuéllar, qui en devient gouverneur.
Parmi les conquistadors de Cuba se trouve Hernán Cortés, qui, en 1519, au début du règne de Charles Quint, entreprendra la conquête du Mexique.
En 1513, le juriste castillan Juan López de Palacios Rubios, membre du Conseil de Castille, publie son Requerimiento en prévision des futures explorations et conquêtes : ce texte, destiné à être lu aux indigènes rencontrés, leur demande de se soumettre au roi de Castille et de se convertir au christianisme, sans quoi ils sont menacés d'une « guerre juste ».

### La succession de Castille après la mort d'Isabelle (1504-1506)
À la mort d'Isabelle, la couronne passe à la fille de la défunte et de Ferdinand, Jeanne, née en 1479, donc assez âgée pour régner, mariée à Philippe de Habsbourg dit « le Beau », né en 1478, fils de Maximilien d'Autriche (1459-1519) et de Marie de Bourgogne (1457-1482).
Jeanne est devenue héritière présomptive de Castille seulement en 1500, à la suite des décès de trois successeurs mieux placés, son frère, sa sœur aînée et le fils de celle-ci, Miguel. Jeanne et Philippe vivent alors aux Pays-Bas, dont Philippe le Beau est le souverain en tant qu'héritier des ducs de Bourgogne. Elle y a donné naissance en 1500 à un fils, Charles de Habsbourg (Charles Quint en 1519), né à Gand. Ils viennent en 1501 faire le tour de leurs futurs royaumes ibériques. En 1502, Jeanne est reconnue héritière présomptive par les Cortes de Castille et par les Cortes d'Aragon, et Philippe comme consort. Le 10 mars 1503, Jeanne donne naissance à Alcalá de Henares à un second fils, Ferdinand (futur empereur Ferdinand Ier).
À la mort d'Isabelle (26 novembre 1504), Ferdinand se proclame régent de Castille, conformément au testament de son épouse qui pressentait l'instabilité mentale de sa fille[réf. nécessaire]. Mais les Cortes refusent et confirment Jeanne et Philippe comme rois de Castille. C'est donc Philippe qui règne réellement, mais peu de temps : il meurt prématurément en 1506. L'état mental de Jeanne va ensuite s'aggraver : elle devient « Jeanne la Folle ». Elle est internée dans un monastère où elle vivra jusqu'en 1555, presque aussi longtemps que son fils Charles (1500-1558).
Des rumeurs circulent à propos de la mort de Philippe le Beau : le prince aurait été empoisonné après avoir bu un verre d'eau dans un contexte de forte chaleur et de fatigue, après une journée de chasse, mais rien ne s'ensuit.
Ferdinand peut devenir régent de Castille, au nom de Charles.

## La politique d'expansion en Europe et en Afrique

### Les premières guerres d'Italie

#### Origine
Les guerres d'Italie commencent à la fin du XVe, après que le roi de France Charles VIII a réussi à régler avec Maximilien d'Autriche la question de la Bourgogne et des Pays-Bas et la question du mariage de la duchesse Anne de Bretagne (traité de Senlis (1493).
L'Italie est divisée entre plusieurs entités indépendantes, dont les principales sont : les États pontificaux ; les républiques de Venise, de Gênes, de Florence ; le duché de Milan ; les royaumes de Sardaigne, de Sicile et de Naples. Charles VIII a des visées sur le duché de Milan, aux mains de la famille Sforza et sur le royaume de Naples, qui depuis 1442, est aux mains de la maison d'Aragon, après l'éviction de la dynastie angevine en 1442.
En 1493, le roi de Naples est Ferrante Ier (1423-1494), fils légitimé du roi d'Aragon Alphonse V le Magnanime (1396-1458), frère de Jean II, le père de Ferdinand. Ferrante meurt le 25 janvier 1494. Son successeur naturel à Naples est son fils Alphonse II.
Charles VIII lance peu après sa première expédition en Italie.

#### La première guerre d'Italie (1494-1497): Charles VIII
Charles VIII veut reprendre les droits de la dynastie angevine sur Naples. Il se concilie Ferdinand d'Aragon en lui restituant le Roussillon, conquis par Louis XI (traité de Barcelone en janvier 1493.
Le 29 août 1494, le roi et son armée quittent Grenoble en direction de l'Italie.
L'expédition est d'abord un succès : l'armée française entre dans Naples le 22 février 1495, sans avoir rencontré de grande résistance. L'historienne Arlette Jouanna donne deux raisons : la supériorité militaire française ; l'attitude des Italiens. Les barons napolitains, notamment, se réjouissent de la chute de la dynastie aragonaise. Le roi aragonais Alphonse II abdique en janvier 1495 et part en exil en Sicile où il meurt en décembre.
Mais une ligue contre la France est formée à Venise le 31 mars 1495, rassemblant le pape Alexandre VI, le duc de Milan, Maximilien d'Autriche et Ferdinand d'Aragon, malgré sa promesse de neutralité du traité de Barcelone.
Les Français décident de repartir et le gros de l'armée quitte Naples le 20 mai 1495, emportant avec eux, entre autres, la bibliothèque des rois de Naples.
La retraite est marquée par la bataille de Fornoue (6 juillet 1495) entre l'armée française et celles de la Ligue. L'armée française réussit à passer.
La maison d'Aragon retrouve le trône de Naples : le fils d'Alphonse II, Ferdinand II (1469-1496), puis un frère d'Alphonse II, Frédéric Ier (1451-1504).
Les garnisons laissées dans le royaume de Naples sont peu à peu délogées par le capitaine Gonzalve de Cordoue, surnommé El Gran Capitan, aux ordres de Ferdinand d'Aragon. La dernière place tenue par les Français tombe en 1497.

#### La deuxième guerre d'Italie (1499-1500): Louis XII
Charles VIII meurt en 1498, mais son successeur, Louis XII, reprend sa politique et lance une deuxième guerre d'Italie.
Au préalable, il conclut un accord secret avec Ferdinand d'Aragon, à Grenade à la fin de l'année 1500. Les deux rois doivent attaquer le royaume de Naples ensemble : le roi de France obtiendra Naples, la Terre de labour et la province des Abruzzes, Ferdinand les Pouilles et la Calabre.
Dès la signature de l'accord, le roi de France prépare son armée. La victoire est consommée dès 1501 : Louis XII obtient le départ de Frédéric de Naples en échange du duché d'Anjou et d'une pension (il meurt en 1504 à au château de Plessis-lèz-Tours).
Mais Louis XII et Ferdinand d'Aragon entrent en conflit pour la possession totale du royaume de Naples. La guerre dure deux ans et se solde par une victoire aragonaise en 1503.
Suivant une politique aragonaise traditionnelle, il place un vice-roi à la tête du royaume de Naples.
Le premier vice-roi est Gonzalve de Cordoue. Mais trouvant que son général est trop populaire et puissant il le rappelle en Espagne[Quand ?] et le confine dans une retraite dorée[réf. nécessaire]. L'armée doit rester un instrument au service de la couronne.
Au terme de la deuxième guerre d'Italie, les Français restent présents dans le duché de Milan. Un équilibre s'établit entre Louis XII et Ferdinand, qui après la mort d'Isabelle de Castille (26 novembre 1504), épouse le 19 octobre 1505 une nièce du roi de France, Germaine de Foix (1488-1536). Louis XII abandonne ses prétentions sur le royaume de Naples et le pape confirme ce royaume comme possession aragonaise (1510).

### La conquête de la Haute-Navarre (1512)
Remarié en 1505 à Germaine de Foix (1488-1536), Ferdinand affirme qu'elle a des droits sur le royaume de Navarre (capitale : Pampelune), qui s'étend surtout sur le versant sud des Pyrénées (Haute-Navarre), mais aussi au nord (Basse-Navarre : Saint-Jean-Pied-de-Port, Saint-Palais).
La Navarre est à cette époque aux mains de la dynastie des comtes de Foix. Depuis 1483, la reine est Catherine de Navarre (1468-1517), fille de Gaston de Foix (1444-1470) et de Madeleine de France (1443-1495) et épouse de Jean d'Albret (Jean III de Navarre, 1469-1516).
Les relations entre la Navarre et la maison d'Aragon remontent à quelques décennies. En effet, le père de Ferdinand, Jean II, a eu pour première épouse la reine Blanche de Navarre (1387-1441). À la mort de Blanche, il a usurpé le gouvernement du royaume de Navarre au détriment de leur fils aîné, Charles de Viane (1421-1461), demi-frère de Ferdinand, situation qui a dégénéré en 1451 en une guerre civile entre le père et le fils, aboutissant à la défaite et à l'exil de Charles. Rentré en 1460 à Barcelone pour se réconcilier avec son père, Charles de Viane meurt en 1461 (d'où des rumeurs à propos de sa belle-mère, Jeanne Enríquez, mère de Ferdinand).
Ferdinand a d'autres justifications pour revendiquer la Navarre. Germaine de Foix est la fille de Jean de Foix (1450-1500), frère cadet de Gaston, et de Marie d'Orléans (1457-1493), sœur de Louis XII. Il faut ajouter le mariage (en 1434) de sa demi-sœur Éléonore (1426-1479) avec Gaston IV de Foix (vers 1425-1472).
Éléonore a d'ailleurs joué un rôle actif lors de l'usurpation de Jean II en Navarre.
En 1512, une armée est donc envoyée par Ferdinand à Pampelune, sous les ordres du duc d'Albe. Elle occupe la Haute-Navarre. En 1515, les Cortès réunis à Burgos décident son rattachement à la Couronne de Castille pour des raisons qui semblent obscures aujourd’hui[pas clair]. La Navarre reste un royaume, doté d'un vice-roi, seul cas de ce genre en ce qui concerne les possessions européennes de la Castille, alors que la Couronne d'Aragon comportait plusieurs vice-royautés.
En ce qui concerne la Basse-Navarre, elle reste aux mains de Catherine de Navarre et de Jean d'Albret, qui tente vainement de reconquérir son royaume, une première fois en 1512 avec des renforts français, une seconde fois en 1516. Il meurt le 4 juin 1516 et Catherine le 12 février 1517. Leur fils, Henri II d'Albret (1503-1555), puis leur petite-fille, Jeanne d'Albret (1528-1572), ne reconnaissent pas la conquête. Ils portent toujours le titre de « roi/reine de Navarre », seul reconnu par les rois de France, alors que celui de Ferdinand et de ses descendants (Charles Quint en premier lieu) est considéré comme usurpé. Le titre de « roi de Navarre » passe finalement à Henri III de Navarre, fils de Jeanne d'Albret, qui devient roi de France en 1589 sous le nom d'Henri IV, le premier « roi de France et de Navarre ».

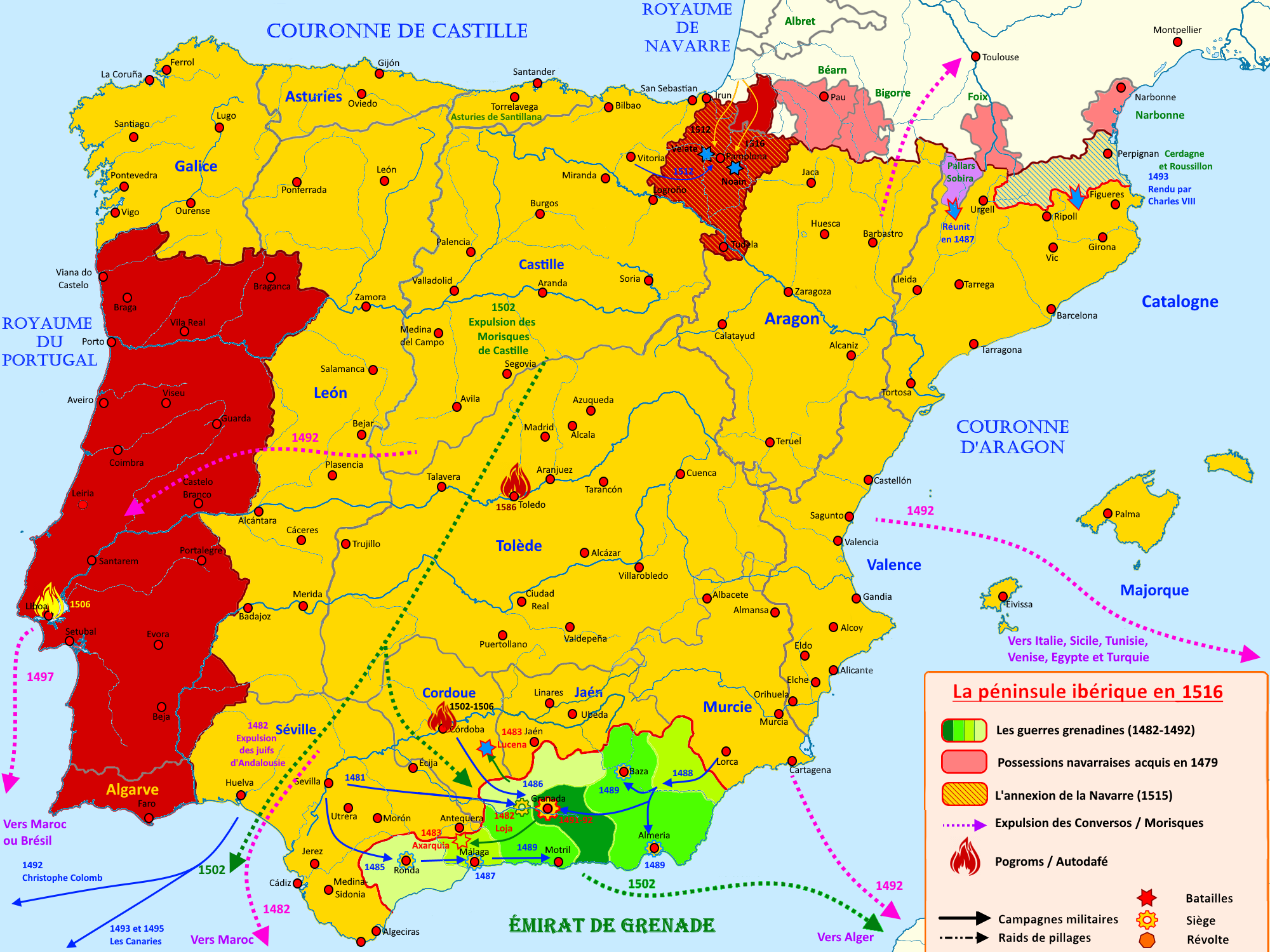
L'union vers la Couronne d'Espagne 1479-1516

### La poursuite de la Reconquista en Afrique
Comme l'a montré Fernand Braudel, la conquête du royaume de Grenade ouvre les portes de l'Afrique aux Espagnols, la maîtrise du détroit de Gibraltar devenant complète du côté nord.
L’expansion au-delà du détroit semble logique aux Espagnols de l'époque, dans la mesure où il s’agit de provinces anciennement romaines conquises par les Arabo-musulmans, de religion chrétienne au moment de la conquête (un des principaux Pères de l’Église, saint Augustin (354-430), a été évêque d'Hippone).
Le testament d’Isabelle la Catholique oriente expressément la politique de l’Espagne vers une guerre, voire une croisade, contre l’Islam et un contrôle militaire sur l’Afrique du Nord.
La situation des États musulmans d'Afrique du Nord, où les Portugais détiennent Ceuta depuis 1415, est instable en raison de l’opposition de trois familles régnantes (les Wattasides de Fez, les Zayanides de Tlemcen et les Hafsides de Tunis dont le royaume est en désagrégation à la fin du XVe siècle).
La Reconquista espagnole se poursuit donc sur ce continent avec la prise de Melilla en 1497, de Mers el-Kébir en 1505 , du Peñón de Vélez de la Gomera en 1508, d'Oran en 1509, de Bougie et de Tripoli en 1510. Face à la poussée espagnole, Alger et Tunis[pas clair] se soumettent à la suzeraineté de Ferdinand le Catholique (1510). Même si les Espagnols ne parviennent pas à installer de garnison à Djerba (los Gelves) en 1510, ni sur les îles Kerkennah (1511), la rive sud de la Méditerranée eset sous le contrôle de l’Espagne, qui met en place le système des présides.
En 1510, Jules II attribue à Ferdinand le titre de roi de Jérusalem, théorique puisque la Terre sainte est alors aux mains des Mamelouks d'Égypte (puis des Ottomans à partir de 1517), mais prestigieux.
Cette politique africaine complète l'expansion aragonaise en Méditerranée, commencée au XIIIe siècle vers la Sicile et Naples.

### Le jeu des alliances en Europe (1496-1516)

#### Ferdinand contre la France (1496-1506)
À l'époque de la première guerre d'Italie, Ferdinand cherche à isoler la France.
Il renforce son alliance avec l'empereur Maximilien d'Autriche, notamment en organisant deux mariages croisés : Jeanne de Castille épouse Philippe de Habsbourg (1496), et Jean d'Aragon, héritier présomptif des couronnes de Castille et d'Aragon, épouse à Marguerite d'Autriche (1497).
Ferdinand établit également des liens avec le Portugal en donnant sa fille Isabelle en mariage à l'infant Alphonse (1475-1491), puis au roi Manuel Ier. Mais Isabelle meurt en couches en 1498, et son fils, Miguel, meurt en 1500. Ferdinand donne alors à Manuel sa dernière fille, Marie.
Enfin Catherine épouse Arthur Tudor, héritier présomptif de la couronne d'Angleterre, puis, à la mort de celui-ci, son frère Henri (futur Henri VIII).
Cette politique matrimoniale s'avère peu efficace. Jean, héritier des couronnes de Castille et d'Aragon, meurt sans descendance l'année même de son mariage. La nouvelle héritière présomptive, Jeanne, commence à donner des signes de défaillance mentale.
En 1504, à la mort d'Isabelle la Catholique, Jeanne devient reine de Castille, assistée de son époux, qui meurt prématurément en 1506. Jeanne perd la raison, devenant « Jeanne la Folle ». Ferdinand devient alors régent de Castille pour sa fille et son petit-fils Charles, qui à ce moment est élevé aux Pays-Bas par Marguerite d'Autriche. C'est donc le Habsbourg Charles qui doit devenir roi de Castille et roi d'Aragon à la mort de Ferdinand.

#### Ferdinand contre les Habsbourg (1506-1516)
Après la mort d'Isabelle, Ferdinand tente d'abord d'obtenir la main de Jeanne la Beltraneja, princesse castillane veuve d'Alphonse V de Portugal, dans l'espoir de reconquérir le trône de Castille, mais c'est un échec.
Il se tourne alors vers une princesse française, Germaine de Foix, afin de contrebalancer la future position dominante des Habsbourg en Europe par un rapprochement avec la France. Le mariage a lieu en 1505. Il espère aussi avoir un fils, qui deviendrait son héritier présomptif pour le royaume d'Aragon à la place de sa fille Jeanne (les fils ayant la priorité sur les filles, quels que soient leurs âges). Charles de Habsbourg, fils de Jeanne et du Habsbourg Philippe le Beau, deviendrait roi de Castille, mais pas roi d'Aragon.
Quant au rapprochement avec la France, il est interrompu lorsque Ferdinand envahit le royaume de Navarre en 1512, au détriment des rois de la maison d'Albret qui y règnent alors. De surcroît, l'arrivée de troupes aragonaises au nord du col de Roncevaux, en Basse-Navarre (Saint-Jean-Pied-de-Port, Saint-Palais) est inacceptable pour la monarchie française, qui va tout faire pour que la maison d'Albret conserve au moins cette province, toujours désignée en France par l'appellation de « royaume de Navarre ».
À la mort de Ferdinand en 1516, Jeanne, reine de Castille depuis 1504, devient donc reine d'Aragon, sous la tutelle de son fils Charles, déjà prince des Pays-Bas, qui va très rapidement se faire reconnaître comme roi de Castille et d'Aragon Charles Ier aux côtés de sa mère, en attendant de se faire élire empereur en 1520. C'est le triomphe de la maison de Habsbourg.

## Mort de Ferdinand d'Aragon
Un chroniqueur fait une rapide mention de l'empoisonnement de Ferdinand. D'après lui, il serait tombé malade après avoir bu une potion de fertilité donnée par Germaine de Foix : « Et la cour étant dans cette ville, durant le mois de mars, et le roi Ferdinand à Carrioncillo, lieu éloigné de Medina d’une lieue, lieu agréable et abondant en gibier, il se reposait avec la reine Germaine sa femme ; en conséquence son Altesse eut tellement envie d’avoir une descendance, en particulier un fils qui hériterait des royaumes d’Aragon que la reine lui fit donner certains breuvages à base de testicules de taureau et de choses de médecine qui aidaient à avoir une descendance ; car on lui laissa entendre que leur action serait immédiate. Même si certains pensèrent que du poison lui avait été donné ».
Ainsi, Germaine de Foix voulant améliorer les performances de son époux dont elle n'a eu qu'un fils mort-né, demande à Isabel de Velasco de préparer un breuvage à base de testicules de taureau, et de cantharidine. Rappelons que la cantharidine est une substance tirée d’un insecte, la mouche dite d’Espagne ou de Milan, célèbre depuis l’Antiquité pour ses propriétés aphrodisiaques : une poudre faite à partir de l’insecte était reconnue alors comme propice aux érections. Cependant, une surdose peut être mortelle. Ferdinand n’en réchappa pas. Surdose involontaire ou empoisonnement, le doute plane dans les écrits historiographiques d’alors.

## Bilan
Ferdinand élève l'Espagne au plus haut point de puissance, agrandit la puissance royale, abaisse la haute noblesse et rend aux lois toute leur force ; en outre, il mérite le surnom de Catholique par son ardeur à combattre les Infidèles ; mais on lui reproche sa versatilité et sa fourberie, qui lui valent aussi le surnom de Rusé : il se joue de la bonne foi de Charles VIII et de Louis XII, se montrant tantôt leur allié et tantôt leur ennemi. Il aurait inspiré Le Prince de Machiavel. Il est habilement secondé dans ses entreprises par son ministre, le cardinal Cisneros, et dans ses conquêtes par son général Gonzalve de Cordoue.
Le jeu compliqué et hasardeux des alliances matrimoniales a rassemblé les Espagnes de façon imprévue. À sa mort en 1516, Ferdinand laisse un empire immense mais fragile à son petit-fils Charles Quint, premier véritable roi des Espagnes. En effet, l'union de l'Aragon et de la Castille n'est que personnelle et à la mort des deux souverains tout est remis en question par la folie de leur héritière, Jeanne la Folle. Charles Quint est trop jeune pour régner : la vacance du pouvoir se fait sentir. Elle explique la conquête désordonnée des Antilles où de nombreux abus sont commis. Ferdinand avait en outre tenté de faire de son second petit-fils, Ferdinand, qu'il a élevé lui-même, roi d'Aragon mais les Cortès en ont décidé autrement. La naissance du fils de Germaine de Foix a aussi brièvement remis en question l'union des royaumes espagnols. Il faut souligner l'extraordinaire chance de Charles Quint qui a réuni toutes les couronnes et qui ne tient pas à un calcul politique.

## Descendance
De son union avec Isabelle, Ferdinand a cinq enfants :
- Isabelle d'Aragon, héritière de Castille en 1498, épouse en 1490 Alphonse de Portugal (1475-1491) puis en 1497 Manuel Ier (1469-1521), roi du Portugal , son cousin, d'où un fils, Michel de la Paix (1498-1500), héritier des trônes de Castille, Aragon et Portugal ;
- Jean (1478 † 1497) épouse en 1497 Marguerite d'Autriche (1480-1530) d'où une fille mort-née ;
- Jeanne Ire d'Espagne (1479-1555), dite Jeanne la Folle, héritière des royaumes de Castille, puis d'Aragon, et mère de Charles Quint ;
- Marie d'Aragon (1482-1517), seconde épouse, après sa sœur Isabelle, du roi du Portugal Manuel Ier ;
- Catherine d'Aragon (1485-1536), épouse de Arthur Tudor, héritier de la couronne d'Angleterre, puis de son frère, le futur Henri VIII et mère de Marie Ire d'Angleterre.

### Sources et bibliographie
Ouvrages :
- (fr) Heinrich Schaeffer, Histoire de Portugal, traduit de l’allemand en français par H. Soulange-Bodin, AdolpheDelahays, libraire-éditeur, Paris, 1858.
- (fr) Ignacio Olagüe, Histoire d’Espagne, Éditions de Paris, 1958.
- (fr) Baltasar Gracián, Le Politique Ferdinand le Catholique, traduit de l'espagnol par Joseph de Courbeville, éditions Gérard Lebovici, 1984 ; rééd. PUF, 2010.
- (ca) Armand de Fluvià (préf. Josep M. Salrach), Els primitius comtats i vescomptats de Catalunya : Cronologia de comtes i vescomtes, Barcelone, Enciclopèdia catalana, coll. « Biblioteca universitària » (no 11), avril 1989, 238 p. (ISBN 84-7739-076-2), p. 37-38
- (ca) Jaume Sobrequés i Callicó et Mercè Morales i Montoya, Contes, reis, comtesses i reines de Catalunya, Barcelone, Editorial Base, coll. « Base Històrica » (no 75), avril 2011, 272 p. (ISBN 978-84-15267-24-9), p. 176-185

Articles :
- (fr) Yves Renouard, Orestes Ferrara, L'avènement d'Isabelle la Catholique, Bulletin hispanique, volume 62, numéro 1, p. 87-90, Faculté des Lettres de l’université de Bordeaux-III, 1960.
- (en) Townsend Miller, The battle of Toro, 1476, in History Today, volume 14, 1964.
- (en) Philippe Erlanger, Isabelle la Catholique dame de fer in Historama no 40, 1er juin 1987.

Chroniques :
- (pt) Damião de Góis, Chronica do Principe D. Joam, édité par Lisboa occidental dans officina da Música, Lisboa, 1724 (Bibliothèque nationale Digital).
- (es) Hernando del Pulgar, Crónica de los Señores Reyes Católicos Don Fernando y Doña Isabel de Castilla y de Aragón, (Bibliothèque virtuelle Miguel de Cervantes), édité par Benito Monfort, Valencia, 1780.
- (es) Juan de Mariana, Historia General de España, tome V, imprimeur D. Francisco Oliva, Barcelone, 1839.

Télévision :
- Isabel [42]est une série dédiée aux Rois catholiques qui comprend trois saisons[43]. Le rôle de Ferdinand est interprété par Rodolfo Sancho.